# Honker

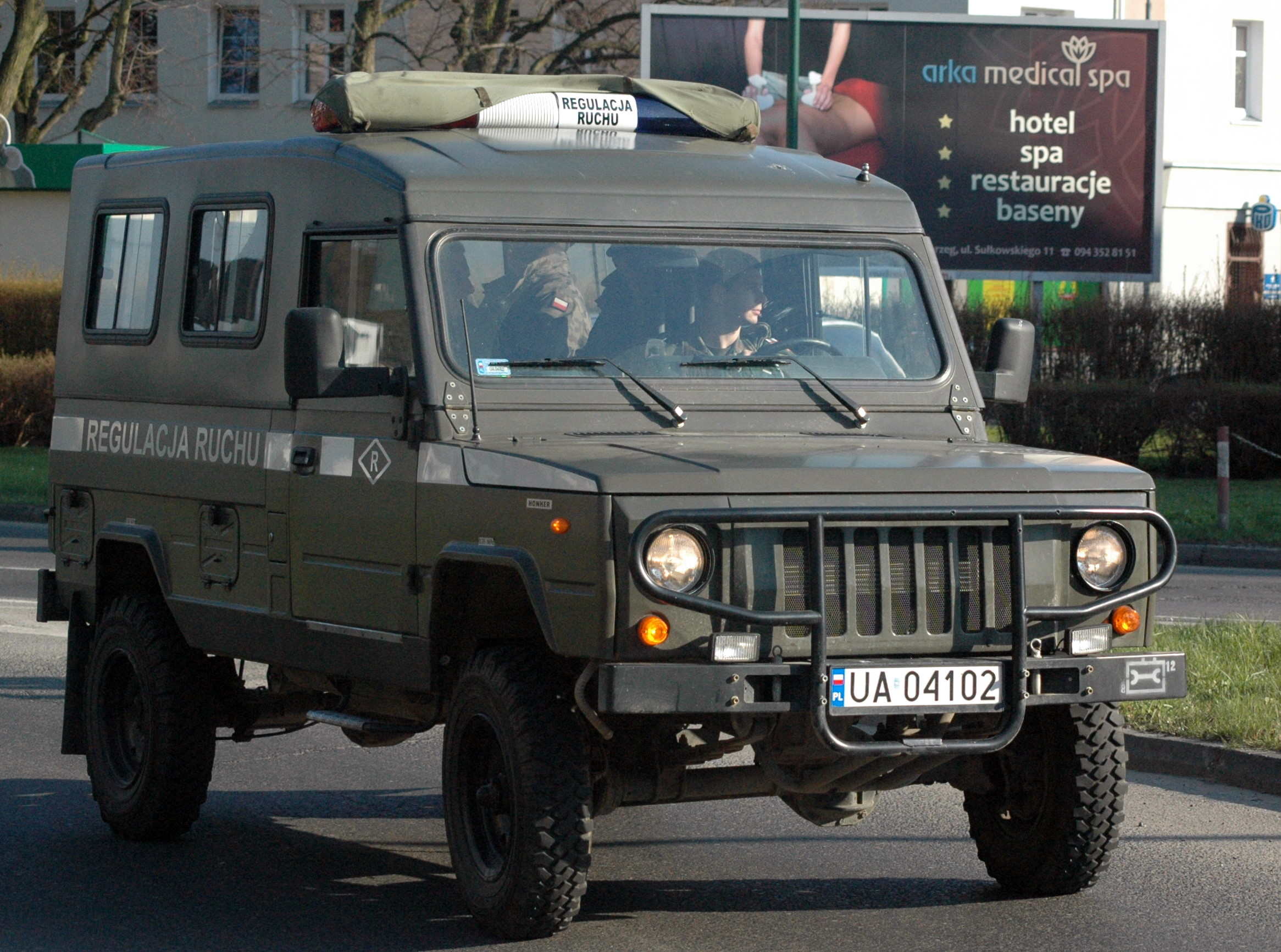
Honker

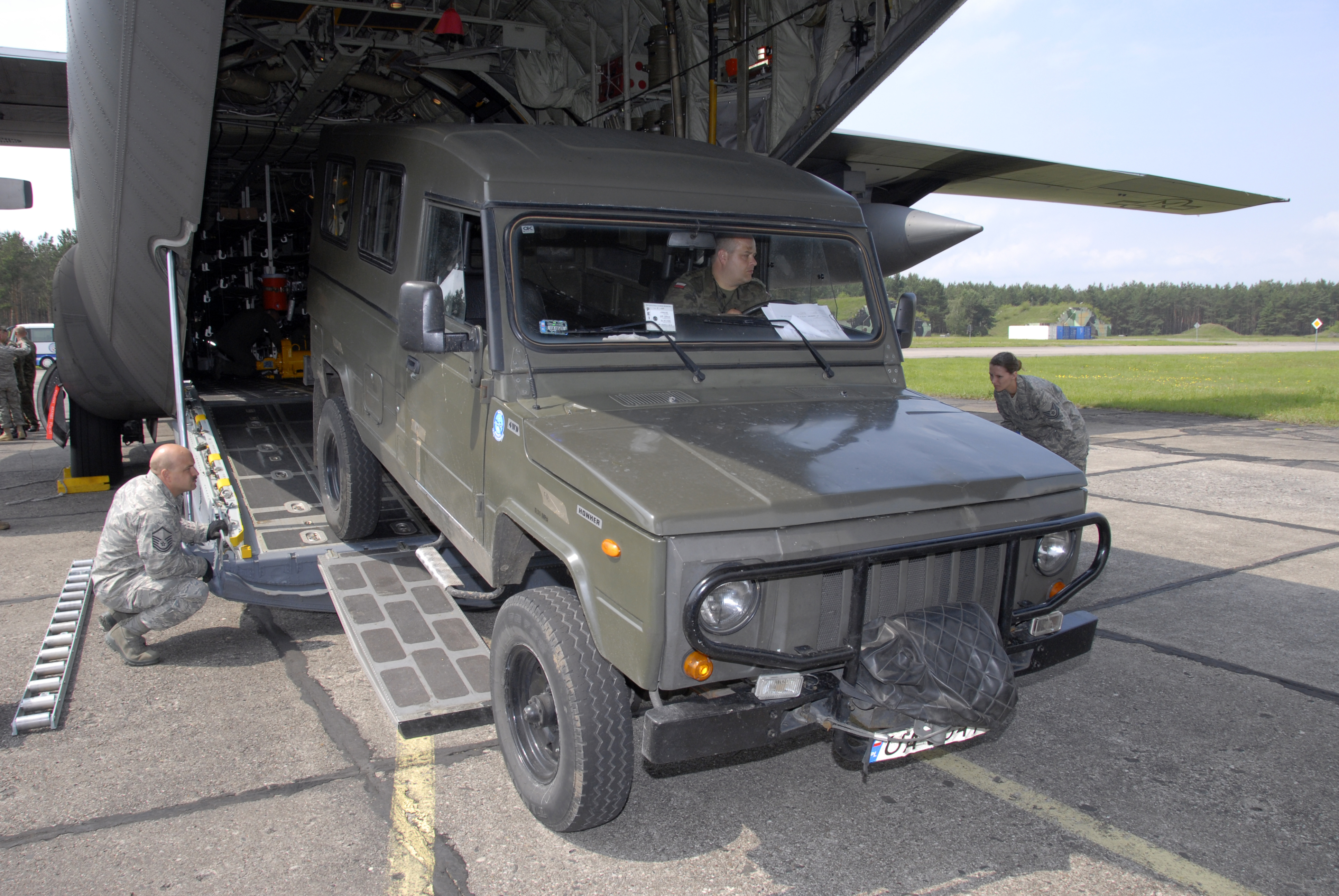
Honker sind luftverladbar (C-130)

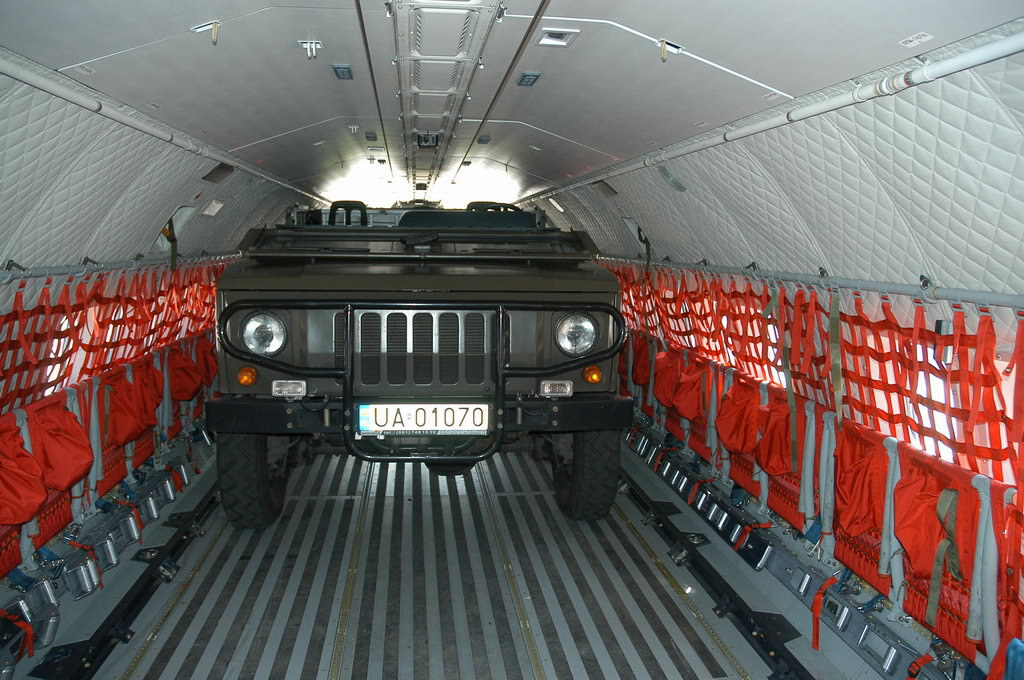
Honker in einen Polnischen C295

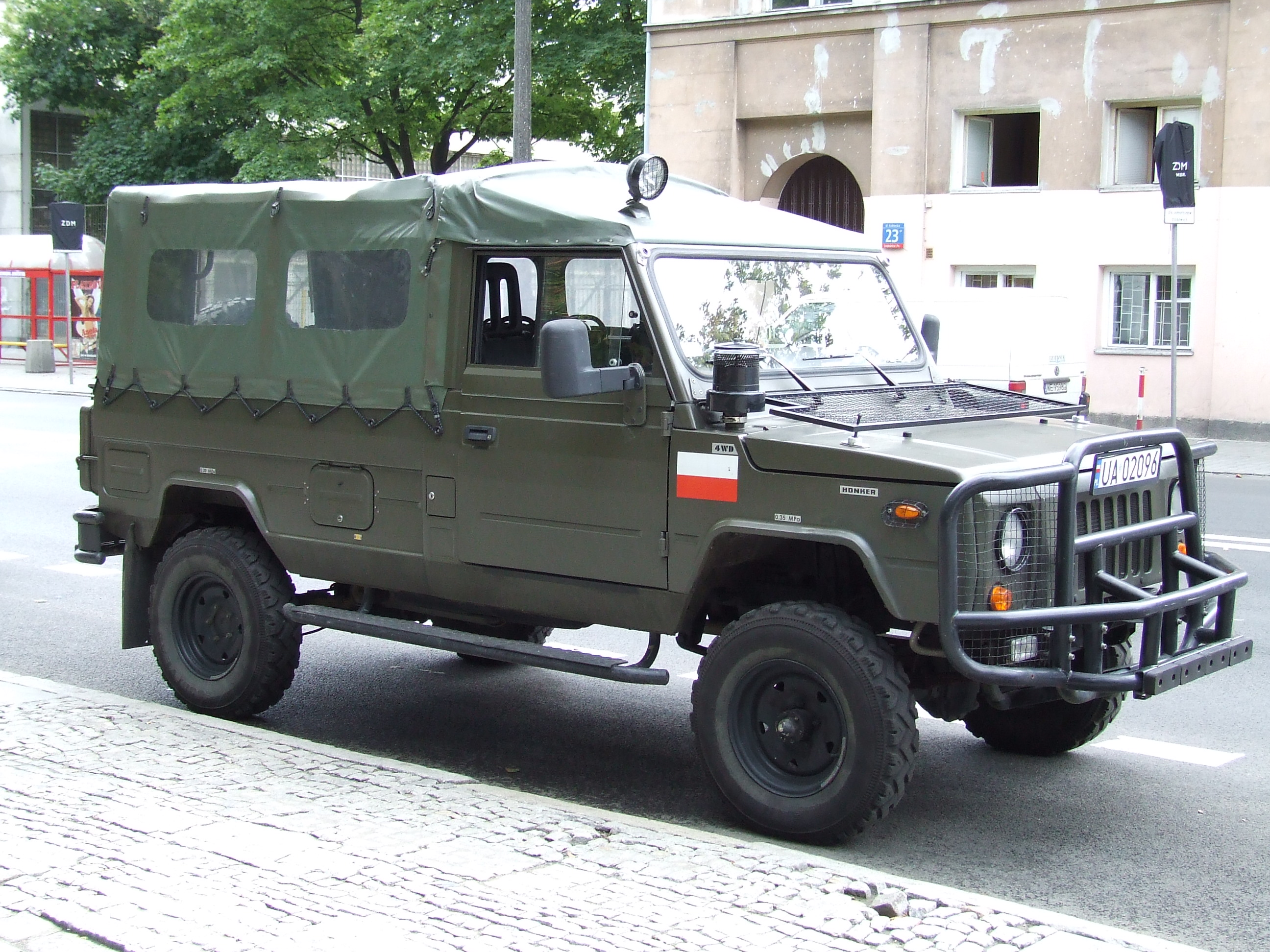
Honker

Honker war eine polnische Automarke für den gleichnamigen polnischen Geländewagen des Herstellers DZT Tymińscy, der die Fahrzeugreihe 2009 bis 2016 produzierte. Die Modellreihe blickt auf eine wechselvolle Geschichte zurück. Sie wurde bereits von 1988 bis 2007 von verschiedenen Herstellern (1988–1996 in Poznań, danach in Lublin) produziert. Seit 2012 wurde das Werk in Lublin als selbständiges Unternehmen Fabryka Samochodów Honker ausgegliedert. Honker war der Nachfolger des Tarpan (1973 bis 1994).

## Geschichte
Die Arbeiten am ersten polnischen Geländewagen begannen in den späten 1970er Jahren bei Fabryka Samochodów Rolniczych „Polmo“ w Poznaniu (FSR). Der Prototyp CI-1 wurde im Jahr 1984 präsentiert. Dabei handelte es sich um ein 1982 von einem Armeeinstitut in Sulejówek entwickeltes und von 1988 bis 1996 von FSR Posen gebautes Geländefahrzeug vom Typ Tarpan Honker. Die Typen Tarpan Honker 4012 und 4022 wurden von 1988 bis 1996 hergestellt, es folgten die Modelle 10 Betten Hardtop und 4022 (Armeefahrzeug). Unter Daewoo erhielt das Werk in Lublin einen Auftrag für zwei Nachfolgemodelle von 1997 bis 2001. Danach wurde das Modell unter Andoria-Mot und Intrall bis 2007 weitergebaut. Käufer waren verschiedene staatliche Institutionen, vor allem die Armee. Außerdem wurde ein Sondermodell als Krankenwagen in den Irak exportiert. Größter privater Abnehmer war der Bergbaukonzern KGHM Polska Miedź, der mit dem Wagen Arbeiter unter Tage befördert.
Später folgte das Modell Honker 4032 („Scout“), und die Produktion wurde von Posen nach Lublin verlegt und von Daewoo Motor Polska von 1997 bis 2001 als Lizenzbau gefertigt. Daewoo gestaltete den Innenraum des Fahrzeugs grundlegend neu und brachte es als Modell Honker 2324 auf den Markt. Im September 2000 folgte der überarbeitete Daewoo Honker 2000 mit nur kosmetischen Änderungen.
Nach dem Zusammenbruch der Daewoo Motor Polska wurde das Modell von Andoria-Mot (2002 bis 2003) weitergeführt, danach übernahm Intrall Polska die Produktion (siehe Fabryka Samochodów Ciężarowych, FSC), für Intrall war der Honker das letzte produzierte Kraftfahrzeug. Die Offroad-Variante hieß Honker MAX (April 2004, seit 2005 Intrall Honker) und der 5-Türer Honker (2006). Es gab Hardtop-Modelle, Pritschenwagen und Pick-up. Die Benziner verwendeten den Motor aus dem FSO Polonez, die Dieselversion den Motor aus dem Iveco (2,5 dm³) und die Modelle seit 1997 die Turbomotoren Andoria 4CT90 (später 4CTi90). Die Standardvarianten hatte drei Türen und eine Blattfederung. 2004 wurde das Modell Honker Skorpion vorgestellt, von dem im Herbst 2007 an die polnische Armee 90 Wagen für den Truppentransport in den Irak geliefert wurden. Im Frühjahr 2007 wurde die Produktion eingestellt, Intrall war durch den Misserfolg eines Transporters insolvent.
Von November 2008 bis Januar 2009 versuchte der Treuhänder die Rechte für den Honker und die Produktion von Elementen für Auto- und Garagentoren zu verkaufen. Schließlich wurde die Produktion des Honker für die Dauer von einem Jahr an die Warschauer Firma Igma - pojazdy specjalne i opancerzone und DZT Tymińscy vergeben. Die Verhandlungen über den endgültigen Verkauf dauerten mehrere Monate, den Zuschlag erhielt schließlich für 43 Mio. Złoty (rd. 9,8 Mio. Euro) DZT Tymińscy für alle Rechte an der Automarke einschließlich Montagehalle, Lackiererei, Schweißerei, Stanzerei, Forschung und Entwicklung. Zu den Bedingungen gehörten u. a. die weitere Produktion in Lublin und die Sicherstellung von Garantie und Service für mindestens zehn Jahre. Für DZT, spezialisiert auf die Autoteilezulieferung, war der Honker das einzige selbst produzierte Kraftfahrzeug.
Neben einigen Prototypen für Marketingzwecke gab es Aufträge von Bergwerksgesellschaften zur Verwendung in Kupferminen. Die polnische Armee hat 2009 2.466 Stück in verschiedenen Versionen abgenommen und bestellte im Jahre 2010 weitere 60 Fahrzeuge.
DZT Tymińscy musste 2016 Insolvenz anmelden und die Produktion des Honker endete.

## Fahrzeuge
| Modell             | Werk   | Produktionsjahre    |
| ------------------ | ------ | ------------------- |
| Honker 4x4         | Lublin | Seit 2009           |
| Honker Cargo       | Lublin | 3. Januar 2011–2016 |
| DZT Honker Pick-Up | Lublin | Seit 2012           |

Honker wurde erstmals im Jahr 1988 vorgestellt und seit 1996 produziert. Ab 2009 waren von DZT 4 Versionen erhältlich: für die Industrie den Skorpion, seit September 2011 ein Modell für militärische Zwecke, die zivile Version Honker 4x4 und der Pick-up.

### Honker Cargo
Der Honker Cargo war ein modular aufgebaute Kleintransporter und wurde 2010 als DZT Pasagon präsentiert. Das Fahrzeug basierte auf der Konstruktion des Intrall Lublin. Er wurde in verschiedenen Versionen ausgeliefert. Die Serienproduktion begann im Januar 2011. Er war für den polnischen Markt und für den Export, hauptsächlich in arabische und afrikanische Länder, bestimmt. Ab 2012 wurde unter Janusz Kaniewski die Karosserie überarbeitet.

### Honker 4x4
Der Honker 4x4 war das Geländewagenmodell des Honker. Ab 1998 wurde das Fahrzeug als Nachfolger des Tarpan hergestellt, der erfolgreich vom polnischen Militär eingesetzt wird, z. B. im Irak. Neben den Militärversionen wurden auch Zivilversionen in den Ausführungen Hard-Top, Soft-Top und Pick-Up produziert. Das Fahrzeug besaß eine Homologation für die gesamte EU und erfüllte die EURO-5-Abgasnormen, wodurch er auch in Deutschland zugelassen werden kann. Zum Einsatz kam ein Vierzylinder-Dieselmotor mit 2636 cm³ Hubraum und 85 kW bzw. 115 PS, der ein Drehmoment von 250 Nm (bei 1800–2400 min−1) aufwies.